# Andrzej Udalski
| Odkryte planetoidy: 2 | Odkryte planetoidy: 2 |
| --------------------- | --------------------- |
| (471143) Dziewanna    | 13 marca 2010         |
| (471165) 2010 HE79    | 21 kwietnia 2010      |
| 1. 2. 3. 4.           |                       |

Andrzej Jarosław Udalski (ur. 22 stycznia 1957 w Łodzi) – polski astronom i astrofizyk, profesor nauk fizycznych, dyrektor Obserwatorium Astronomicznego Uniwersytetu Warszawskiego.

## Życiorys
W pierwszej połowie lat 70. był aktywnym obserwatorem i działaczem łódzkiego oddziału Polskiego Towarzystwa Miłośników Astronomii. Absolwent VIII Liceum Ogólnokształcącego im. Adama Asnyka w Łodzi. W 1980 ukończył studia na Wydziale Fizyki Uniwersytetu Warszawskiego. W tym samym roku został zatrudniony w Obserwatorium Astronomicznym tej uczelni. Doktoryzował się w 1988 na UW, a następnie odbył dwuletni staż naukowy na York University w Toronto. Habilitował się na macierzystej uczelni w 1996 na podstawie rozprawy dotyczącej masowej fotometrii gwiazd w kierunku centrum Galaktyki. 28 marca 2000 otrzymał tytuł profesora nauk fizycznych. Na UW doszedł do stanowiska profesorskiego, został dyrektorem Obserwatorium Astronomicznego Uniwersytetu Warszawskiego i kierownikiem Katedry Astrofizyki Obserwacyjnej.
W 1992 stanął na czele stworzonego przez siebie i funkcjonującego od tego czasu projektu OGLE (Optical Gravitational Lensing Experiment). W latach 1995–1996 brał udział w budowie Teleskopu Warszawskiego w Obserwatorium Las Campanas w Chile. W 2001 samodzielnie zbudował szerokokątną kamerę mozaikową matrycę CCD, zawierającą ponad 65 milionów elementów światłoczułych. Wraz z grupą OGLE jest także współodkrywcą 30 planet pozasłonecznych wykrytych za pomocą techniki mikrosoczewkowania grawitacyjnego. Kierował zespołem naukowców, który dokonał odkrycia obiektów transneptunowych (471143) Dziewanna i (471165) 2010 HE79 oraz planety pozasłonecznej OGLE-2005-BLG-390L b.
Jest autorem i współautorem ponad 400 prac naukowych. Objął funkcję redaktora naczelnego kwartalnika „Acta Astronomica”. Został członkiem korespondentem, a następnie członkiem rzeczywistym Polskiej Akademii Nauk, a także członkiem korespondentem Polskiej Akademii Umiejętności. W 2012 został członkiem zagranicznym amerykańskiej National Academy of Sciences, a w 2023 członkiem Akademii Kopernikańskiej

## Odznaczenia i wyróżnienia
W 2012 prezydent Bronisław Komorowski, za wybitne osiągnięcia w pracy naukowo-badawczej i działalności dydaktycznej, za zasługi na rzecz rozwoju nauki w Polsce i na świecie oraz wspieranie międzynarodowej współpracy naukowej, odznaczył go Krzyżem Komandorskim Orderu Odrodzenia Polski.
W 1981 wraz z Ewą Bohusz otrzymał Nagrodę Młodych Polskiego Towarzystwa Astronomicznego II stopnia wspólnie z Ewą Bohusz w 1981. W 1996 otrzymał Nagrodę Prezesa Rady Ministrów za wybitne osiągnięcia naukowe. W 2002 został laureatem Nagrody Fundacji na Rzecz Nauki Polskiej w dziedzinie nauk ścisłych (za rewizję skali odległości we Wszechświecie i odkrycie wielu ciemnych obiektów towarzyszących gwiazdom). W 2009 otrzymał grant w wysokości blisko 2,5 miliona euro w programie Ideas Europejskiej Rady ds. Badań Naukowych wspierającym nowatorskie projekty naukowe.
W 2017 został uhonorowany nagrodą Dan David Prize, a w 2018 wyróżniony Medalem Karla Schwarzschilda oraz medalem Tycho Brahe Medal, przyznawanym przez Europejskie Towarzystwo Astronomiczne. W 2020 został uhonorowany przez rząd Chile specjalną nagrodą naukową przyznawaną z okazji 500. rocznicy odkrycia cieśniny łączącej dwa oceany. W tym samym roku zespół pod jego przewodnictwem otrzymał Nagrodę Prezesa Rady Ministrów za osiągnięcie naukowe. W 2024 Andrzej Udalski i Joachim Wambsganß zostali wyróżnieni Polsko-Niemiecką Nagrodą Naukową Copernicus.